# M-2 (Rusland)
De M-2 of Krim (Russisch: М-2 «Крым») is een federale autoweg in Rusland, die Moskou met de Oekraïense grens nabij Charkov verbindt. De naam Krim dateert uit de tijd van de Sovjet-Unie, toen met de M3 het traject van Moskou naar de Krim werd aangeduid. De totale lengte is 720 kilometer.
De M-2 begint bij de MKAD, de Moskouse ringweg, en gaat vervolgens de eerste 190 kilometer als autosnelweg door het leven, tot net voorbij Toela. Vanaf Toela gaat de weg verder als tweestrooks hoofdweg, via Orjol, Koersk en Belgorod naar de Oekraïense grens.
Rondom de grote steden Mtsensk, Orjol, Koersk en Belgorod liggen rondwegen. Stukje bij beetje wordt het snelwegstuk verder verlengd richting het zuiden. De weg is druk in de zomer, wanneer veel Russen op vakantie gaan naar de Krim en de Zwarte Zee. De weg is in 1950 voor het eerst opengesteld.